# Ice Hockey Association of India
Die Ice Hockey Association of India (Eishockeyverband Indiens) ist der nationale Eishockeyverband Indiens. 

## Geschichte
Der Verband wurde am 27. April 1989 in die Internationale Eishockey-Föderation aufgenommen. Der Verband gehört zu den IIHF-Vollmitgliedern. Aktueller Präsident ist Brig. K. L. Kumar. 
Der Verband kümmert sich überwiegend um die Durchführung der Spiele der indischen Eishockeynationalmannschaft. Zudem organisiert der Verband den Spielbetrieb auf Vereinsebene in der indischen Eishockeyliga.